# کوکه وگاس
کوکه وگاس (انگلیسی: Koke Vegas؛ زادهٔ ۲۷ سپتامبر ۱۹۹۵) بازیکن فوتبال اهل اسپانیا است.
از باشگاه‌هایی که در آن بازی کرده‌است می‌توان به باشگاه فوتبال لوانته اشاره کرد.